# Gomoku
Gomoku (jap. 五目 – 5 punktów), nazywana również Kółko i krzyżyk do pięciu, Five in a Row, to gra logiczno-strategiczna wymyślona w Japonii w VII wieku p.n.e. (data niepotwierdzona źródłem).

## Zasady
Gomoku toczy się na planszy do go zwanej goban, o rozmiarach 15×15. Niekiedy używane są większe plansze (np. 19×19). Gracze kładą na planszy na przemian po jednym swoim kamieniu. Gracz rozpoczynający grę używa kamieni czarnych, drugi – białych.

## Gomoku standard
W najprostszej wersji celem każdego z graczy jest ułożenie nieprzerwanego łańcucha dokładnie pięciu kamieni własnego koloru (w poziomie, pionie lub po przekątnej). Ustawienie więcej niż 5 kamieni w linii, zwane overline, nie daje wygranej. W tej wersji gry istnieje strategia wygrywająca dla rozpoczynającego, to znaczy, że wykonując odpowiednie ruchy powinien zawsze wygrać. Dlatego w praktyce turniejowej modyfikuje się zasady wykonywania kilku pierwszych ruchów.

## Gomoku pro
W tej wersji obowiązują następujące reguły:
- grający czarnymi ma obowiązek wykonać pierwszy ruch w środku planszy
- grający białymi wykonuje swój pierwszy ruch w dowolnym miejscu na planszy
- grający czarnymi ma obowiązek wykonać drugi swój ruch poza obrębem kwadratu 5×5 umieszczonego w środku planszy

Odmiana Gomoku pro okazuje się nadal nie być wystarczająco sprawiedliwa – kolor czarny nadal ma zbyt dużą przewagę, co prowadzi do bardziej skomplikowanych zbiorów zasad, tzw. restrykcji. W ten sposób powstały na przykład gry Renju i Pente.

## Gomoku swap2
Ze względu na fakt, iż rozpoczynający zarówno w odmianie standard, jak i pro ma znaczną przewagę (istnieje nawet algorytm pozwalający wygrać czarnym bez względu na grę obronną białych), stworzono odmianę swap. Polega ona na tym, że gracz rozpoczynający stawia trzy pierwsze kamienie (tzw. otwarcie) w sposób dowolny na planszy (2 koloru czarnego i 1 białego), natomiast przeciwnik ma obowiązek wybrać kolor, który wydaje mu się korzystniejszy. Może to zrobić na dwa sposoby: pozostać przy swoim kolorze (białym) lub dokonać zamiany (ang. swap) z przeciwnikiem. Następnie gra toczy się normalnie. Zasada ta zmusza rozpoczynającego do takiego początkowego ustawienia kamieni, żeby szanse obydwu graczy były jak najbardziej wyrównane. Po pewnym czasie okazało się, że odmiana swap nie daje dostatecznie wyrównanej gry. Powstały schematy pozwalające wygrać grę jednemu z kolorów w danym otwarciu. Często rozwiązanie otwarcia – znalezienie tzw. pewnej wygranej (ang. sure win) dla danego koloru okazywało się niemożliwe w krótkim czasie, dlatego stworzono odmianę swap2, będącą kontynuacją swap (jest obecnie stosowana na wszelkiego rodzaju turniejach w gomoku). Różni się ona od swojej poprzedniczki tym, że przeciwnik gracza rozpoczynającego nie musi od razu wybierać koloru. Ma możliwość dostawić dwa kamienie (jeden biały i jeden czarny), wówczas to gracz rozpoczynający musi zadecydować o tym, kto gra jakim kolorem. Następnie gra toczy się normalnie. Odmiana ta eliminuje wszelkie możliwe schematy, ponieważ dostawka może udaremnić wszelkie pomysły rozpoczynającego. Daje to możliwie najbardziej wyrównany początek gry.

## Mistrzostwa świata w Gomoku
Mistrzostwa świata odbyły się w latach 1989 i 1991. W roku 2009 zawody wznowiono, zmieniono jednak odmianę gry z pro na swap2. W latach 2012 i 2014 odbyły się drużynowe mistrzostwa Europy w gomoku, a w roku 2016 – drużynowe mistrzostwa świata. Miały miejsce również turnieje Gomoku towarzyszące mistrzostwom świata w Renju (w latach 1993, 2005 i 2007).
Listę mistrzostw świata wraz ze zwycięzcami przedstawia poniższa tabela:
| Mistrzostwa                     | Rok  | Miejscowość         | Mistrz                 | Odmiana      |
| ------------------------------- | ---- | ------------------- | ---------------------- | ------------ |
| Indywidualne mistrzostwa świata | 1989 | Kioto (Japonia)     | Sergey Chernov (ZSRR)  | Gomoku pro   |
| Indywidualne mistrzostwa świata | 1991 | Moskwa (ZSRR)       | Yuri Tarannikov (ZSRR) | Gomoku pro   |
| Indywidualne mistrzostwa świata | 2009 | Pardubice (Czechy)  | Artur Tamioła (Polska) | Gomoku swap2 |
| Indywidualne mistrzostwa świata | 2011 | Huskvarna (Szwecja) | Attila Demján (Węgry)  | Gomoku swap2 |
| Drużynowe mistrzostwa Europy    | 2012 | Budapeszt (Węgry)   | Czechy                 | Gomoku swap2 |
| Indywidualne mistrzostwa świata | 2013 | Tallinn (Estonia)   | Attila Demján (Węgry)  | Gomoku swap2 |
| Drużynowe mistrzostwa Europy    | 2014 | Praga (Czechy)      | Węgry                  | Gomoku swap2 |
| Indywidualne mistrzostwa świata | 2015 | Suzdal (Rosja)      | Rudolf Dupszki (Węgry) | Gomoku swap2 |
| Drużynowe mistrzostwa świata    | 2016 | Tallinn (Estonia)   | Polska                 | Gomoku swap2 |
| Indywidualne mistrzostwa świata | 2017 | Praga (Czechy)      | Zoltán László (Węgry)  | Gomoku swap2 |